# Desykanty
Desykanty – niejednorodna grupa związków chemicznych stosowanych w rolnictwie w celu wywołania obumierania i zasychania zielonych części roślin.
Funkcję desykantów mogą spełniać herbicydy (glifosat, parakwat), a także stosunkowo proste związki (chlorek sodu). Zastosowanie środków chemicznych przyspiesza obumieranie uprawianych roślin. Proces obumierania i wysychania zostaje wyrównany dla wszystkich roślin, co ułatwia albo przyspiesza zbiór. Niektóre ze stosowanych jako desykanty środków wpływają negatywnie na zdolność kiełkowania zebranych nasion.